# (466488) 2013 WB3
(466488) 2013 WB3 es un asteroide perteneciente al cinturón de asteroides, descubierto el 25 de octubre de 2008 por el equipo Spacewatch desde el Observatorio Nacional de Kitt Peak (Arizona, Estados Unidos).